# As-Sadschda
As-Sadschda (arabisch السجدة as-Saǧda ‚die Niederwerfung, die Anbetung‘) ist die 32. Sure des Korans, sie enthält 30 Verse. Die Sure wird in den Anfang der dritten mekkanischen Periode (620–622) datiert, mit Ausnahme der Verse 16–20, die in Medina entstanden sind. Diese fünf Verse enthalten eine Reaktion auf eine Auseinandersetzung am Tag der Schlacht von Badr im März 624 zwischen dem jungen ʿAlī ibn Abī Tālib und ʿUqba ibn Abī Muʿayt (عقبة بن أبي معيط), einem Nachbarn Mohammeds und Gegner des Islams, dessen drei Kinder jedoch alle zum Islam übertraten.
Nach der einleitenden Basmala und drei geheimnisvollen Buchstaben bestätigt die Sure die göttliche Herkunft der koranischen Botschaft. Die Verse 4 und 5 beschreiben die göttliche Schöpfung als Sechstagewerk, wobei sittati ayyāmin / سِتَّةِ أَيَّامٍ in gewissen Versionen auch als „sechs Zeiten“ übersetzt wird, da das arabische Wort yaum sowohl Tag, als auch Zeitspanne bedeutet. Der Ausdruck yudabbiru l-amra / يُدَبِّرُ الْأَمْرَ wird je nachdem mit „Er regelt die Angelegenheit“ (Khoury), „Er wird den Ratschluss... lenken“ (Ahmadiyya), „Er verfügt über alles“ (Azhar) oder „Er dirigiert den Logos“ (Paret) übersetzt. Im weiteren Verlauf werden Themen behandelt, die im Koran immer wieder vorkommen: Gottes Spuren in der Natur, Widerstand der Ungläubigen, Auferstehung nach Abberufung durch den Todesengel, der in der islamischen Tradition als Azrael identifiziert wird, göttliche Vergeltung im Jenseits für Rechtschaffene und Frevler. Vers 23 bestätigt die göttliche Offenbarung des „Buches“ an Moses.